# Bitka na Soči
Bitka na Soči je bila spopad med vojsko ostrogotskega kralja Teoderika in germansko vojsko kralja Italije Odoakra. V njej je Teoderik odločilno porazil Odoakra, si izboril vstop v Italijo in ga potisnil do Verone. Spopad je bil za Teoderika tako pomemben, da ga je smatral za začetek svoje vladavine.